# Relax (chanson des Who)
Pour les articles homonymes, voir Relax.
Pistes de The Who Sell Out
Medac Silas Stingy
Relax est une chanson du groupe britannique The Who, parue sur l'album The Who Sell Out à la dixième piste, en 1967.

## Caractéristiques
L'introduction de ce titre est assez tonitruante. On remarque tout de suite la place prépondérante accordée à l'orgue, joué par Pete Townshend. L'orgue sert de fil conducteur tout au long de la chanson. Roger Daltrey est au chant principal, même si Townshend chante lors d'un break. Un pont montre un solo de guitare assez agressif, noyé dans le feedback et la distorsion. 
Les paroles, en phase avec l'époque psychédélique, parlent de libération de l'esprit et de recherche spirituelle. La chanson a été enregistrée à Londres autour du 5 juillet 1967, puis complétée aux studios Talentmasters le 6 et le 7 août de la même année. Durant les concerts de 1967-1968, cette chanson se transformait en longue improvisation.
On entend à la fin un jingle publicitaire parodique pour les cordes de basse Rotosound. C'est en fait la version de démonstration du jingle similaire que l'on peut entendre à la fin de Our Love Was. Cette version démo n'était pas présente sur le vinyle original.